# Фірмова страва
Фірмова страва (також авторська страва) — унікальний рецепт, що ідентифікує окремого шеф-кухаря або заклад (у рідкісних випадках — мережу закладів). Це може бути як основна страва, так і десерт, закуска, напій та інше. В ідеалі рецепт дозволяє інформованому гастроному розпізнати кухаря під час дегустації страви наосліп. Фірмова страва для кухаря — еквівалент власного стилю для художника або власної музи для автора. Попри це, фірмова страва може бути удосконалена з часом, або кухар створить нові фірмові страви, формуючи авторську кухню.
У європейській ресторанній кулінарії неможливо прославитися як знаменитий кухар, не маючи фірмових страв. Отримання зірки «Мішлен» (фр. Michelin) можливе тільки для ресторанів з авторською кухнею, тобто фірмовими стравами зокрема.
В ширшому сенсі фірмова страва може асоціюватися з певним рестораном, особливо якщо шеф-кухар, що створив її, більше там не працює. Також термін використовується для позначення страви, характерної певному регіону або країні, і в цьому контексті він стає еквівалентом «національної страви». Багато ресторанів формують своє меню, беручи за основу рецепти, характерні для регіону розташування ресторану.
В найширшому сенсі фірмова страва є просто «особливою стравою шеф-кухаря», яка жодним чином не є унікальною або навіть особливо незвичайною.

## Приклади
Шеф-кухарі:
- Гордон Рамзі — капучіно з білої квасолі з тертими трюфелями;
- Франц Захер — торт «Захер»;
- Альберт Ру — суфле «Albert Roux», суфле «Suissesse»[3];
- Хестон Блюменталь — равликова каша[4];
- Фергюс Хендерсон — смажений кістковий мозок з салатом з петрушки[5];
- Даніель Булуд — хрусткі пауп'єти з морського окуня в соусі Бароло[6].

Заклади:
- Готель «Волдорф-Асторія», Нью-Йорк, США — салат «Вальдорф»[7];
- готель «Татен», Ламотт-Беврон, Франція — тарт Татен[8].